# Yesterday (Toni Braxton)
Yesterday è un singolo della cantante statunitense Toni Braxton, pubblicato il 4 maggio 2010 come primo estratto dal settimo album in studio Pulse. Della canzone esiste anche una versione remix interpretata con il cantante Trey Songz.

## Pubblicazione
La canzone è stata pubblicata sul sito ufficiale di Toni Braxton il 29 settembre 2009. Si tratta del primo singolo della cantante pubblicato con la Atlantic Records. Il remix con Trey Songz è stato pubblicato su  iTunes negli Stati Uniti il 20 novembre 2009. La canzone è stata pubblicata nel Regno Unito il 3 maggio ed in Germania il 7 maggio 2010. La versione internazionale del singolo è interpretata dalla sola Braxton, così come la versione dell'album. Il remix con Trey Songz è stato incluso come bonus track su iTunes per la versione US Deluxe di Pulse.

## Video musicale
Esistono due versioni del videoclip di Yesterday: una per il remix con Trey Songz e una per la versione solista.
Le riprese sono iniziate l'8 ottobre 2009 a Los Angeles con il regista Bille Woodruff, che aveva già girato con Toni Braxton i video di Un-Break My Heart e He Wasn't Man Enough. Il video è stato presentato al Wendy Williams Show il 20 novembre 2009. Nel video sono presenti Brooke Hogan e Shannon Brown e Ron Artest dei Los Angeles Lakers. Nel video Toni Braxton scopre che il suo ragazzo (interpretato da Shannon Brown) ha una relazione con un'altra donna (Brooke Hogan).

## Successo commerciale
Yesterday ha raggiunto la posizione numero 12 nella classifica Billboard Hot R&B/Hip-Hop Songs e la numero 97 nella classifica Billboard Hot 100.

## Classifiche
| Classifiche (2009/2010)    | Posizione massima |
| -------------------------- | ----------------- |
| Russian Airplay Chart      | 48                |
| Official Singles Chart     | 50                |
| UK R&B Singles Chart       | 17                |
| U.S. Hot R&B/Hip-Hop Songs | 12                |
| U.S. Billboard Hot 100     | 97                |

## Tracce
US iTunes EP digitale(pubblicato l'8 dicembre 2009)
1. "Yesterday" (Remix featuring Trey Songz) — 3:46
2. "Yesterday" (Solo Version) — 3:48
3. "Yesterday" (Instrumental) — 3:48

US Wal-Mart CD singolo (pubblicato il 15 dicembre 2009)
1. "Yesterday" (Remix featuring Trey Songz) — 3:46
2. "Rewind"

Germania Singolo digitale
1. "Yesterday" (Album Version) — 3:48
2. "Yesterday" (Bimbo Jones Mix) — 7:05
3. "Yesterday" (Fred Falke Mix) — 7:02
4. "Yesterday" (Remix featuring Trey Songz) — 3:46
5. "Yesterday" (Video) — 3:47

Germania CD singolo
1. "Yesterday" (Album Version) — 3:48
2. "Yesterday" (Remix featuring Trey Songz) — 3:46

UK Singolo digitale
1. "Yesterday" (Album Version) — 3:48

UK Singolo digitale iTunes
1. "Yesterday" (Album Version) — 3:48
2. "Rewind" — 3:30

UK Singolo digitale remix iTunes
1. "Yesterday" (Bimbo Jones Mix) — 7:05
2. "Yesterday" (Fred Falke Mix) — 7:02
3. "Yesterday" (Nu Addiction Mix) — 6:04
4. "Yesterday" (Sticky Lovers Remix) — 4:58
5. "Yesterday" (Remix featuring Trey Songz) — 3:46

UK Singolo digitale 7Digital
1. "Yesterday" (Album Version) — 3:48
2. "Yesterday" (Cutmore Mix) — 6:18

UK Vinile 7"
1. "Yesterday" (Sticky Lovers Remix) — 4:58
2. "Yesterday" (Sticky Lovers Dub Mix) — 4:58